# Ениани
Енианите (Αἰνια̃νες) са древногръцка етническа група с поселения в антична Тесалия около планината Оса, Ета и Отрис (Омир, Илиада II.749) и река Сперхей (Херодот, VII.198).
Областта която обитавали носела името Ениания, първо споменато от Теопомп. Ениания граничи с Долопия на запад, с Ойтея на юг, със земята на малийците на изток, и с Фтиотида на север. Районът е ограничен на север от Отрис, а на запад от Велухи.
Плутарх пише, че енианите някога били изгонени от Тесалия от лапитите, след което се установили в горното поречие на Сперхей. Енианите са завладени от етолийците, а после и от атаманците. Главният им град е Ипати (Υπάτη или Ύπατα), намирал се е на северните склонове на планината Ета, а други техни руини днес могат да се видят на територията на средновековното Херцогство Неопатрия заемало техните древни земи.